# Disophrys caesa
Disophrys caesa är en stekelart som först beskrevs av Johann Christoph Friedrich Klug 1835.  Disophrys caesa ingår i släktet Disophrys och familjen bracksteklar.

## Underarter
Arten delas in i följande underarter:
- D. c. prorufula
- D. c. proatratula
- D. c. rufinotum